# Плотниковський
Пло́тниковський (рос. Плотниковский) — селище у складі Кропивинського округу Кемеровської області, Росія.

## Населення
Населення — 351 особа (2010; 372 у 2002).
Національний склад (станом на 2002 рік):
- росіяни — 70 %
- німці — 27 %